# 尤里卡 (密蘇里州佩里縣)
尤里卡（英語：Eureka）是位於美國密蘇里州佩里縣的非建制地區。

## 地理
尤里卡所處的海拔為高於海平面195米（即640英呎），而該地所採用的時區為UTC-6，即北美中部時區（CST）。同時該地設有夏令時間，為UTC-6調快一小時，即UTC-5（CDT）。